# Lobelia montana
Lobelia montana är en klockväxtart som beskrevs av Caspar Georg Carl Reinwardt och Carl Ludwig von Blume. Lobelia montana ingår i släktet lobelior, och familjen klockväxter. Inga underarter finns listade i Catalogue of Life.